# Vegvisaren
Vegvisaren (norwegisch für Wegweiser, japanisch しるべ島 Sirube Zima) ist eine Insel vor der Prinz-Harald-Küste des ostantarktischen Königin-Maud-Lands. Sie liegt auf halbem Weg zwischen der japanischen Shōwa-Station und dem Tottsuki Point auf der Nordseite der Inselgruppe Flatvær.
Norwegische Kartographen kartierten sie 1946 anhand von Luftaufnahmen der Lars-Christensen-Expedition 1936/37. Japanische Wissenschaftler kartierten sie anhand von 1957 durchgeführten Vermessungen erneut und benannten sie 1988. Wissenschaftler des Norwegischen Polarinstituts übertrugen diese Benennung 1989 ins Norwegische.